# ألونسو سوليس
ألونسو سوليس كالديرون (بالإسبانية: Alonso Solís)‏ (مواليد 14 أكتوبر 1978 في سان هوزيه) لاعب كرة قدم كوستاريكي دولي يجيد اللعب في خط الوسط . يلعب حاليا لصالح نادي سابريسا الكوستاريكي منذ 2002 .

## روابط خارجية
- ألونسو سوليس على موقع الاتحاد الدولي (مؤرشف)  (الإنجليزية)
- ألونسو سوليس على موقع قاعدة بيانات كرة القدم.إي يو (الإنجليزية)
- ألونسو سوليس على موقع ناشيونال فوتبول تيمز (الإنجليزية)
- ألونسو سوليس على موقع Soccerway.com (الإنجليزية)